# جوردي كاربونيل
جوردي كاربونيل (بالإسبانية: Jordi Carbonell i de Ballester)‏ هو فقيه لغة وسياسي إسباني، ولد في 23 أبريل 1924 في برشلونة في إسبانيا، وتوفي في 22 أغسطس 2016. حزبياً، نشط في يسار كتالونيا الجمهوري وAgreement of Left Nationalists ‏ وLeft Nationalists ‏. وقد انتخب Chairman of Republican Left of Catalonia ‏ (1996 – 2004).